# Peltula sonorensis
Peltula sonorensis är en lavart som beskrevs av Büdel & T. H. Nash. Peltula sonorensis ingår i släktet Peltula och familjen Peltulaceae.   Inga underarter finns listade i Catalogue of Life.